# فوينتيمولاينوس
بلدية فوينتيمولاينوس (بالإسبانية: Fuentemolinos)‏, هي إحدى بلديات مقاطعة برغش, التي تقع في منطقة قشتالة وليون, والتي تقع في شمال غرب إسبانيا.
يبلغ عدد سكانها 117 نسمة وفقاً لإحصائية سنة (2002).